# اف. لوری
اف. لوری (انگلیسی: F. Lorée) شرکت تجهیزات موسیقی فرانسوی است، که در سال ۱۸۸۱ تأسیس شد.